# Stobbe-reactie
De Stobbe-reactie of Stobbe-condensatie is een organische reactie. Het is een speciaal geval van de aldolreactie waarbij een barnsteenzuurester (een succinaat) met een keton of aldehyde reageert. De reactie wordt gekatalyseerd door een sterke base.
De reactie werd ontdekt door Hans Stobbe in 1893. Stobbe gebruikte aceton en di-ethylsuccinaat als reagentia, en natriumethoxide als katalysator.
De groepen R3 en R4 kunnen alkyl-, alkylideen- of arylgroepen zijn. R1 en R2 zijn een aryl- of alkylgroep (of een van beide is een waterstofatoom bij een aldehyde). De reactie gaat op met een grote verscheidenheid aan aldehyden, ketonen en succinaten; zij werkt ook met sterisch gehinderde ketonen.
Kenmerkend voor de Stobbe-reactie is dat de aldolcondensatie gebeurt tussen de carbonylgroep van het keton en een α-methyleengroep van de ester. Dit ongewone type van aldolcondensatie komt bijna uitsluitend voor bij esters van barnsteenzuur. Het reactieproduct is een zogenaamde half-ester: een gesubstitueerde monoester van itaconzuur, die een carboxylgroep heeft (omdat de reactie met een base verloopt wordt in de praktijk het zout van dit zuur verkregen). Die kan verder omgezet worden tot een di-ester via een veresteringsreactie.
Als katalysator voor de Stobbe-condensatie kunnen ook kalium-tert-butoxide of natriumhydride gebruikt worden. Hiermee gaat de reactie sneller op en is de opbrengst beter dan met natriumethoxide.
Er moet een overmaat aan succinaat en aan base gebruikt worden om een goede opbrengst te bekomen. Een nadeel aan deze reactie is dat er een lange en gecompliceerde bewerking nodig is om het reactieproduct te scheiden van niet-gereageerde reagentia, hetgeen ze ongeschikt maakt voor industriële toepassingen.